# Eryx (zoologia)
Eryx Daudin, 1803 è un genere di serpenti della famiglia Boidae. È l'unico genere della sottofamiglia Erycinae.

## Etimologia
Il nome del genere deriva dal personaggio della mitologia greca Erice, figlio di Afrodite ucciso da Ercole.

## Tassonomia
Il genere comprende le seguenti specie:
- Eryx borrii Lanza & Nistri, 2005
- Eryx colubrinus (Linnaeus, 1758)
- Eryx conicus (Schneider, 1801)
- Eryx elegans (Gray, 1849)
- Eryx jaculus (Linnaeus, 1758) - specie tipo
- Eryx jayakari Boulenger, 1888
- Eryx johnii (Russell, 1801)
- Eryx miliaris (Pallas, 1773)
- Eryx muelleri (Boulenger, 1892)
- Eryx somalicus Scortecci, 1939
- Eryx tataricus (Lichtenstein, 1823)
- Eryx whitakeri Das, 1991